# Brackwasser
Unter Brackwasser versteht man See- oder Meerwasser mit einem Salzgehalt (Salinität) von 0,1 % bis 1 %. 
Im angelsächsischen Raum wird ein Salzgehalt zwischen 0,05 % und 1,8 %, teilweise auch 3 %, angesetzt. Wasser mit geringerem Salzgehalt heißt Süßwasser, Wasser mit höherem Salzgehalt Salzwasser. Brackwasser unterscheidet sich von Süßwasser vor allem dadurch, dass es (trotz seiner vergleichsweise geringen Salinität) zu viel Salz enthält, um für Menschen trinkbar zu sein. 
Das Wort Brackwasser leitet sich vom niederdeutschen Wort Brack ab. Dies bezeichnet ein Gewässer, das durch einen Deichbruch und sich anschließende Auskolkung entstanden ist.

## Ökologie

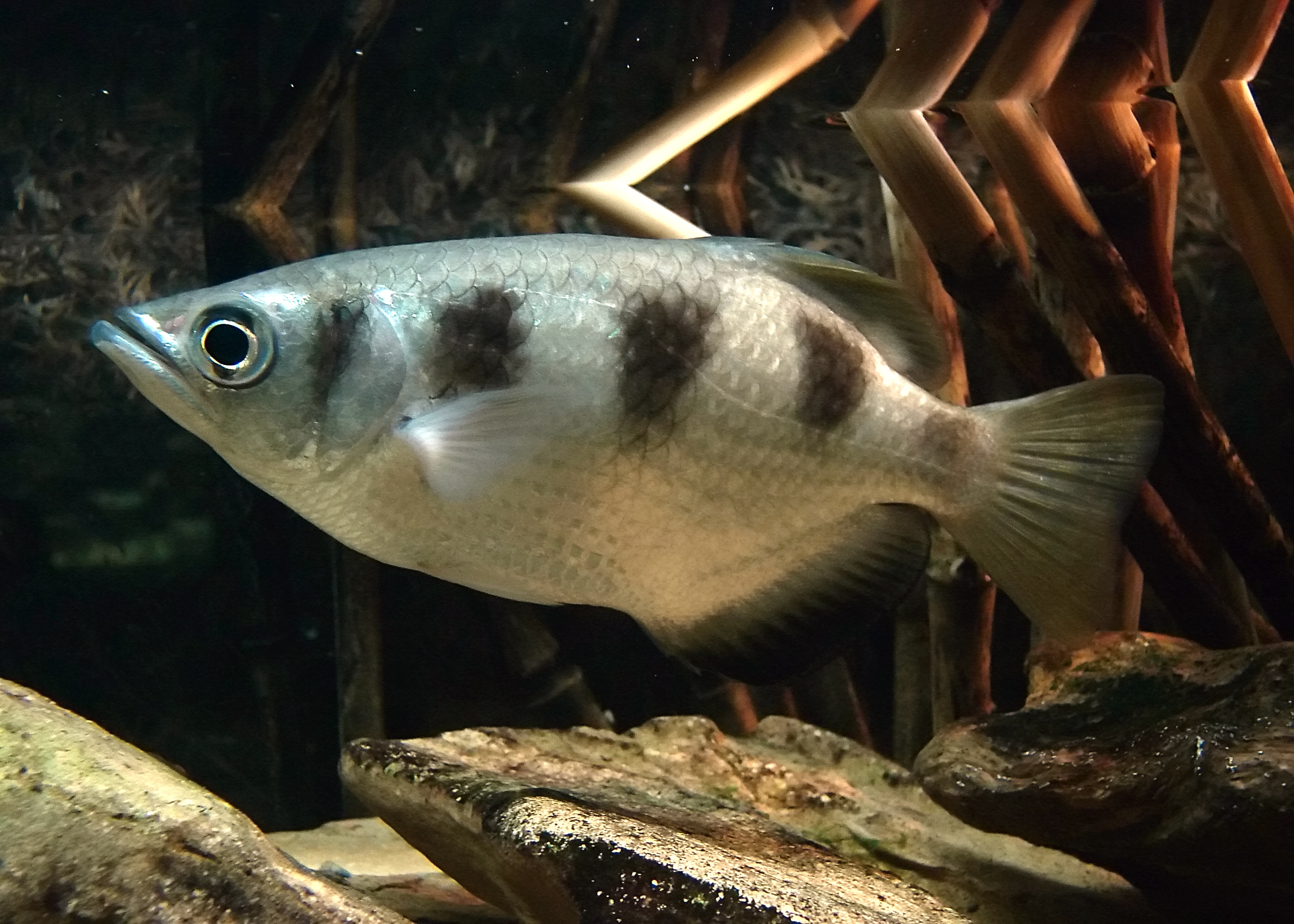
Schützenfisch (Toxotes jaculatrix)

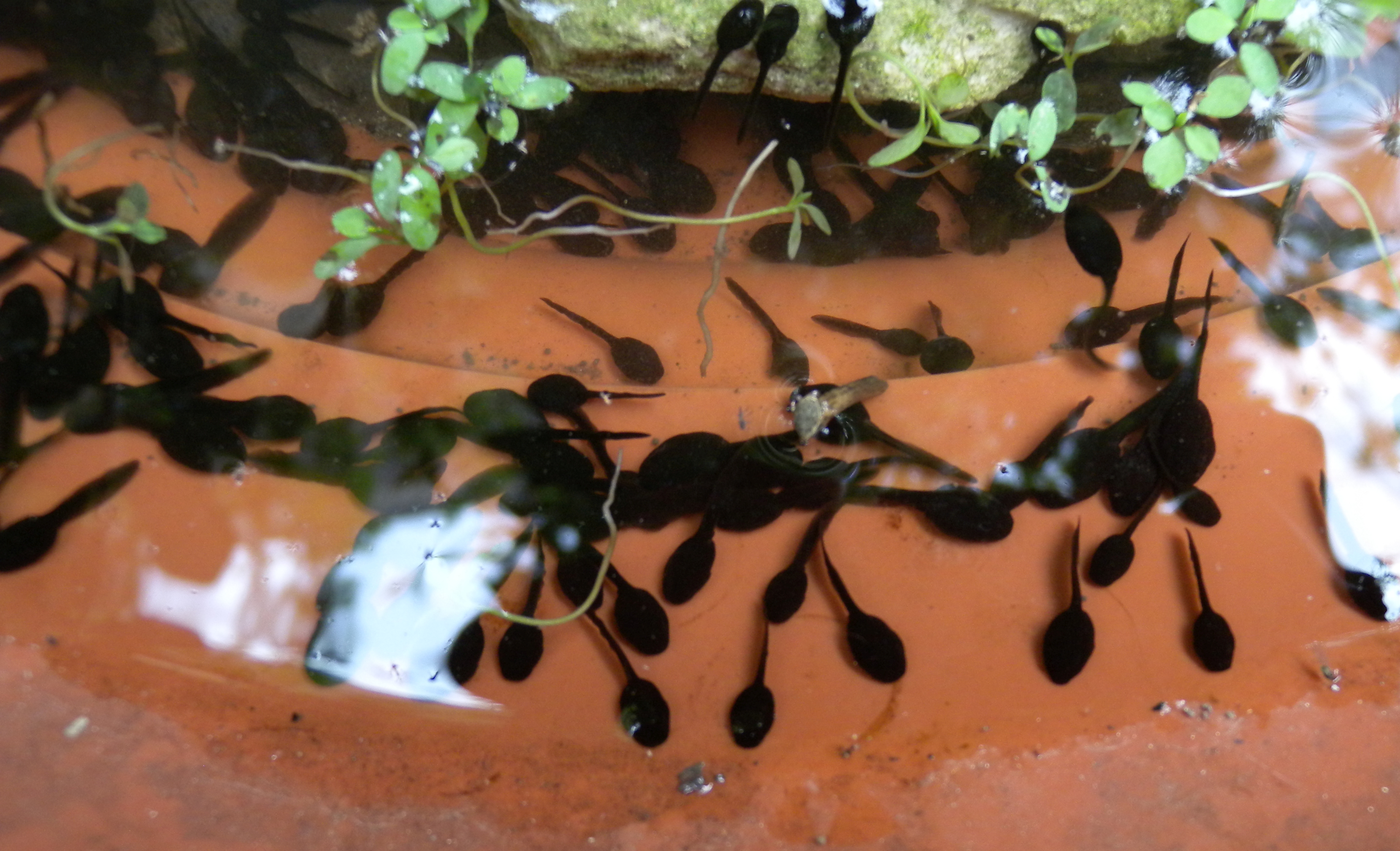
Larven der Wechselkröte

Im Bereich von Flussmündungen im Meer entsteht durch die Durchmischung des süßen Flusswassers mit dem salzigen Meerwasser die so genannte Brackwasserzone. Diese Gezeitenzone zeichnet sich durch einen permanent wechselnden Salzgehalt aus und stellt somit an die dort lebenden Organismen aufgrund des sich ändernden osmotischen Druckes stark erhöhte Anforderungen an die Regulation ihres Wasser- und Salzhaushaltes (Osmoregulation). Hier treffen sich – je nach Salzgehalt – süßwassertolerante Arten aus dem Meer und salzwassertolerante Arten aus dem Süßwasser. Einige Tier- und Pflanzenarten haben die Fähigkeit entwickelt, unter den Brackwasserbedingungen zu überleben, wie beispielsweise
- Fische: Flunder, Hecht, Zander, Stint, Schützenfisch, Stichling
- Amphibien: Larven der Wechselkröte
- Krebse: Chinesische Wollhandkrabbe, Schlickkrebs (Corophium volutator), Seepocke (Balanus improvisus), Garnelen (Palaemon longirostris und Palaemonetes varians), Meeresassel (Jaera albifrons)
- Schildkröten: Diamantschildkröte
- Weichtiere: Miesmuschel (Mytilus edulis)
- Polychaeten: Meeresringelwurm (Nereis diversicolor)
- Oligochaeten: Nais elinguis
- Blütenpflanzen: Gewöhnliche Strandsimse (Bolboschoenus maritimus)
- Schwimmkäfer (Dytiscidae): Großer Uferfeuchtkäfer

Die Brackwasserzonen werden im Allgemeinen von nur wenigen hoch spezialisierten Arten, dafür aber in einer hohen Populationsdichte besiedelt. In diesem Ökosystem herrscht also eine hohe Individuendichte bei einer relativen Artenarmut (niedrige Biodiversität).
Im Bereich von Meerbusen oder Buchten haben die Brackwasserzonen oft einen stabileren Salzgehalt, beispielsweise der Finnische Meerbusen oder der nördliche Teil des Maracaibo-Sees.

## Vorkommen
Brackwasserzonen finden sich im Bereich von praktisch allen Flussmündungen. Typische Brackwasserzonen findet man in Europa
- im Ostteil der Ostsee, insbesondere im Finnischen Meerbusen und dem Bottnischen Meerbusen.
- im Südteil der Ostsee, der pommerschen Boddenlandschaft, insbesondere der Darß-Zingster Boddenkette und der Nordrügener Bodden.
- besonders ausgeprägt in den Mündungsbereichen der Tidenflüsse wie Elbe, Weser, Ems, Stör, Eider, Rhein, Severn, Seine oder Themse; hier kann sich die Brackwasserzone über eine Länge von mehr als 50 Kilometer erstrecken.
- in den untersten Mündungsbereichen von Tieflandflüssen wie Oder (Stettiner Haff) und Weichsel (Frisches Haff), die in die kaum von der Tide beeinflusste Ostsee münden.
- in der Umgebung von unterseeischen Quellen (beispielsweise an der Adriaküste in Kroatien).

Auch in den Tropen bilden sich Brackwasserzonen im Einflussbereich von Ästuaren; sie sind oft durch ausgedehnte Mangrovensümpfe gekennzeichnet.